# Médersa Bou Inania de Fès
 (août 2018).
Si vous disposez d'ouvrages ou d'articles de référence ou si vous connaissez des sites web de qualité traitant du thème abordé ici, merci de compléter l'article en donnant les références utiles à sa vérifiabilité et en les liant à la section « Notes et références ».
La Médersa Bou 'Inania (arabe المدرسة أبو عنانية بفاس) est une médersa édifiée à Fès, au Maroc, entre 1350 et 1355 pour le sultan Abou 'Inan Faris (r. 1348 - 59), soit sous la dynastie des Mérinides. Elle est la seule médersa de la ville avec celle des Seffarin à avoir un minaret, et elle jouxtait aussi des boutiques permettant son financement, ainsi que de vastes latrines, qui témoignent de son caractère public. En effet, la médersa fonctionnait aussi bien comme une école que comme mosquée du vendredi.
Cette médersa est ouverte aux non-musulmans, comme la plupart des médersas médiévales au Maroc, telles son homonyme de Meknès, ou la médersa Ben Youssef à Marrakech, ou  celles Al 'Attarin ou As Saffarin de Fès.

## Architecture
La médersa était située dans la ville, dans un quartier faisant jonction entre la vieille cité et les nouvelles constructions mérinides. Le plan général est irrégulier, du fait de l'emplacement, mais une certaine symétrie y est respectée. L'entrée principale mène à une grande cour centrale, sur laquelle s'ouvrent deux halls plus petits, servant aux cours, et surmontés de dômes de bois. Ce plan rappelle les plans à deux iwans, nés en Iran et utilisés de manière contemporaine en Égypte mamelouke.
Au fond de la cour, on trouve une salle de prière composée de deux nefs parallèles à la qibla. Elle comporte un unique mihrab, qui fait saillie dans le mur, et quatre colonnes d'onyx. Cette salle est couverte de deux voûtes en bois.
Autour de ce complexe principal se déploient les cellules des étudiants, accessibles à partir du vestibule d'entrée via des couloirs étroits.

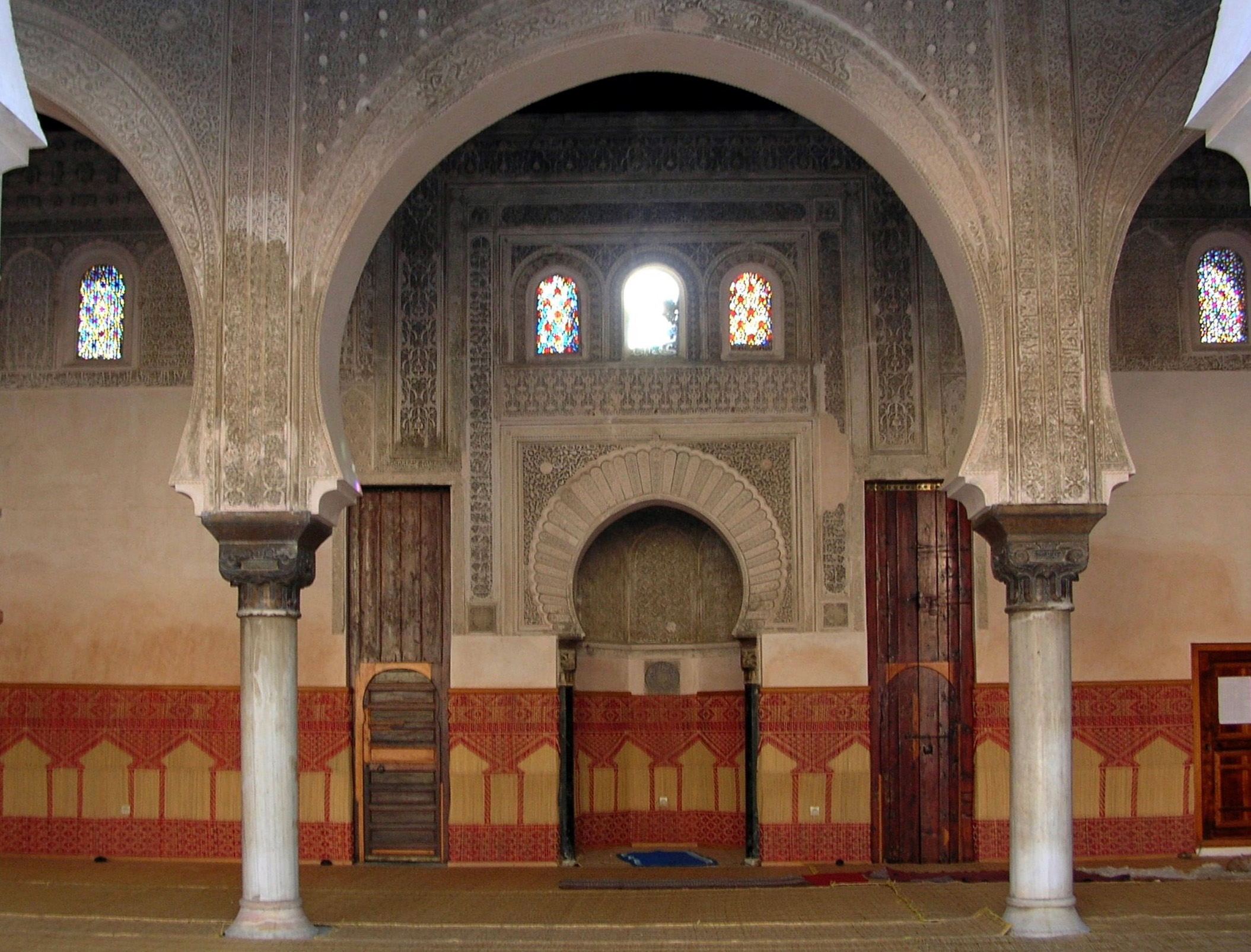
Le mihrab
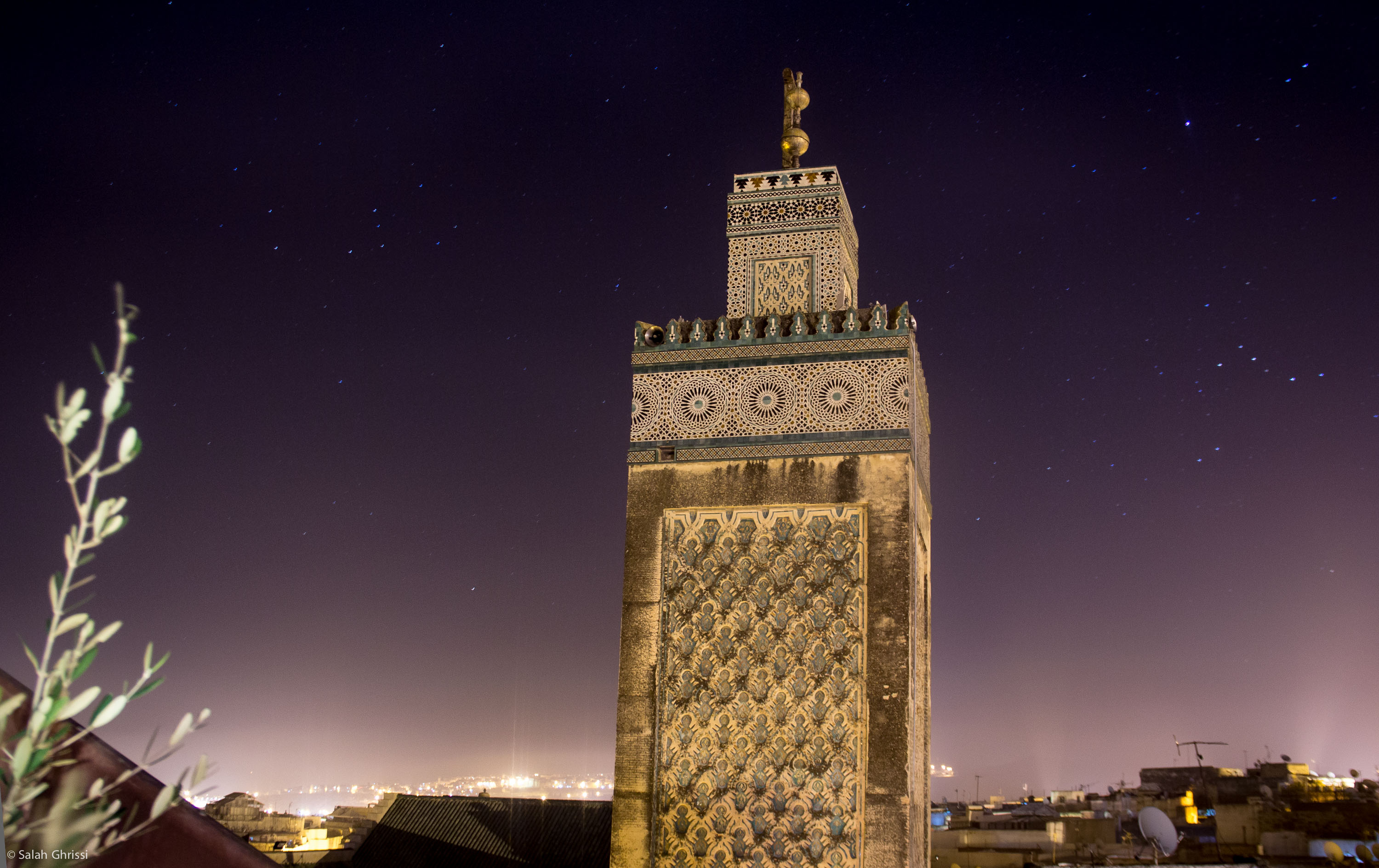
Minaret de la médersa

## Décor
Comme dans toute construction mérinide, le décor est particulièrement riche et fin. Trois matériaux sont à l'honneur : le stuc, travaillé en muqarnas, qui orne les arcs et les niches, le bois sculpté de motifs complexes d'étoiles, ou formant une imposante corniche, et la mosaïque dans les lambris.

## La façade et l'horloge à eau

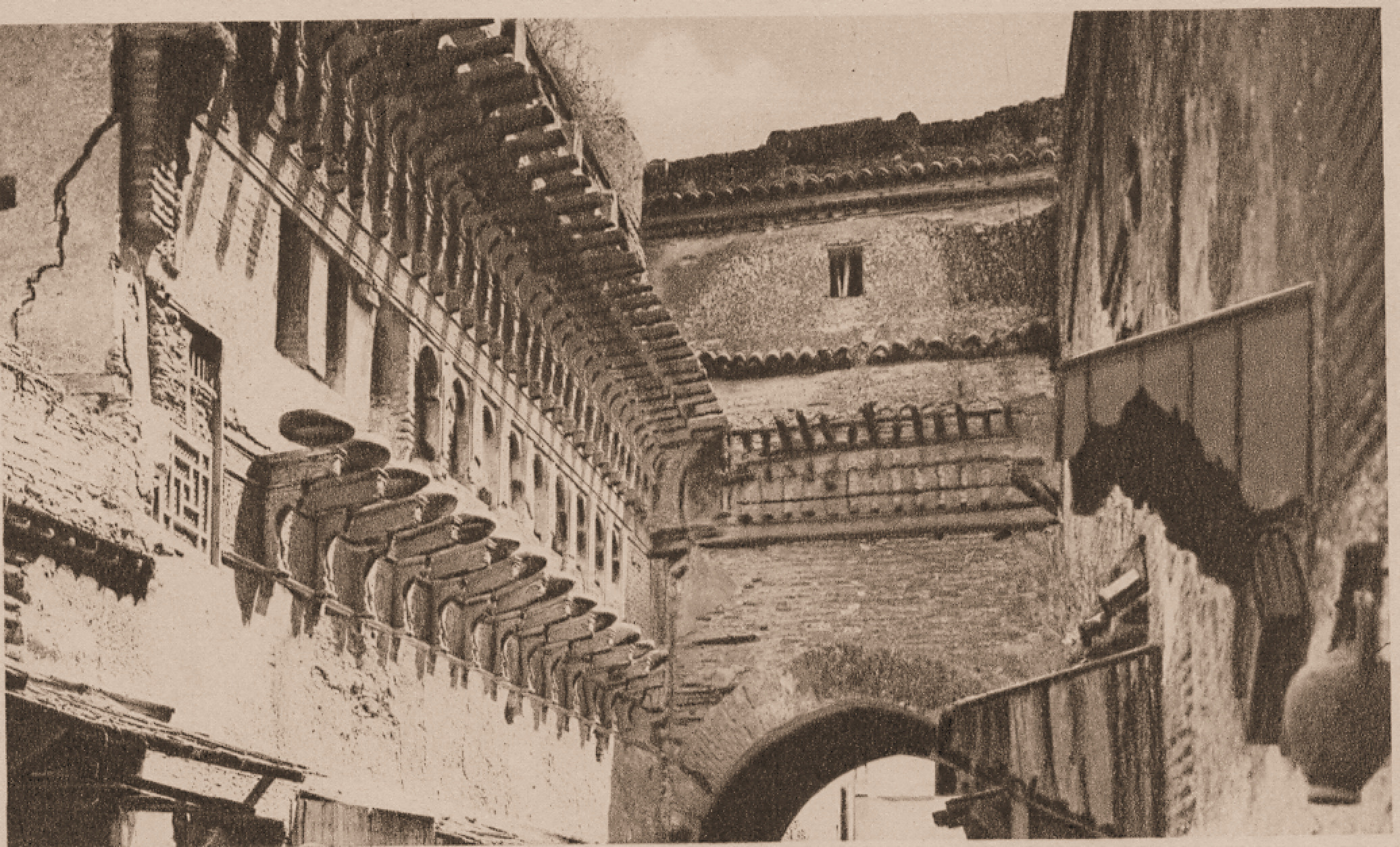
L'ancienne horloge à eau.

La façade de la médersa a conservé un exemplaire exceptionnel et très complexe d'horloge à eau, un système qui permettait notamment de connaître avec précision les heures de prière. Elle fut construite sous Abu Sa'id (r. 1310 - 1331) en 1357 et restaurée par Abu 'Inan Faris.

### La symbolique
Pour les Mérinides, l’architecture est un langage. Construire des villes, des madrasas et des mosquées était considéré comme un devoir du souverain. L'architecture mérinide reflète leur politique, incarnant une vision artistique marocaine qui s'est imposée comme un modèle culturel en Méditerranée. Elle symbolise la transition de la vie primitive du nomadisme et de l’élevage vers la sédentarité et le pouvoir. La madrasa Bou Inania est l’un des symboles les plus puissants de cette vision mérinide

## Sources
1. ↑  « Fès. Les médersas ou le chef-d’œuvre des Mérinides », sur Médias24 numéro un de l'information économique marocaine, 17 mai 2022 (consulté le 28 novembre 2024)
2. ↑  Michel Terrasse, « Un brillant chapitre de l’architecture marocaine: La période mérinide », Hesperis-Tamuda,‎ 2017, p. 135-155 (lire en ligne)

Blair, Sheila S. ; Bloom, Jonathan M. The art and architecture of Islam, 1250 - 1800. New Haven and London : Yale University Press, 1994. p. 122 - 123.
la madrasa sur le site archnet.org